# Xu Haiyang
Xu Haiyang (* 14. Januar 1995) ist ein chinesischer Sprinter, der auf den 100-Meter-Lauf spezialisiert ist.

## Sportliche Laufbahn
Erste internationale Erfahrungen sammelte Xu Haiyang bei den Asienmeisterschaften 2017 in Bhubaneswar, bei denen er mit 10,45 s im Finale Rang sechs belegte. Zudem siegte er mit der chinesischen 4-mal-100-Meter-Staffel in 39,38 s vor  Thailand und Hongkong. Im Jahr darauf nahm er erstmals an den Asienspielen in Jakarta teil und gewann dort mit der chinesischen Stafette in 38,89 s die Bronzemedaille hinter den Teams aus Japan und Indonesien.

## Persönliche Bestzeiten
- 100 Meter: 10,21 s (0,0 m/s), 25. Juni 2017 in Guiyang
- 60 Meter (Halle): 6,64 s, 28. Februar 2016 in Nanjing